# Fiskeby pappersbruk
Fiskeby pappersbruk var ett handpappersbruk som anlades 1637 i Östra Eneby, Fiskeby, vid Motala ströms utlopp ur Glan. Det var i bruk till 1850.

## Historik
Fiskeby handpappersbruk anlades av Nils Månsson och Anders Matsson, båda var borgmästare i Norrköping. Efter deras död fick deras barn 1644 privilegium att behålla pappersbruket. Merparten av ägandet övergick 1649 till Louis De Geer som även hade intressen i Finspångs bruk vilket nyttjade Fiskeby för omlastning av transporter vid Motala ström. De Geers pappersbruk vid Laxholmen i Norrköping hade brunnit ned 1643, under perioden 1644-1802 var Fiskeby det enda pappersbruket i Norrköpingstrakten. Bruket arrenderades en stor del av denna period ut till pappersmakare.
Bland brukets kunder under början av 1700-talet fanns Finspångs bruk, länsstyrelsen och församlingarna i Norrköping och Östra Eneby, vilka alla behövde skrivpapper för sin verksamhet. Produktionens omfattning är inte dokumenterad för den perioden men var blygsam under andra halvan av 1700-talet. Många olika slags papper tillverkades vid Fiskeby; tryckpapper var den viktigaste kvaliteten av brukets finpapper. Under 1820-talet tillverkades omkring 2000 ris per år. Bruket hade då även produktion av tak- och förhydningspapp för byggnadsändamål.